# Mastodon (xarxa social)

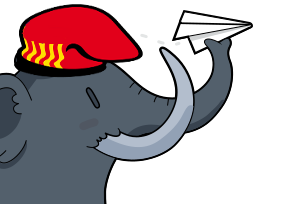
Logo de la mascota, un mastodont amb barretina, utilitzat en una instància catalana del servei.

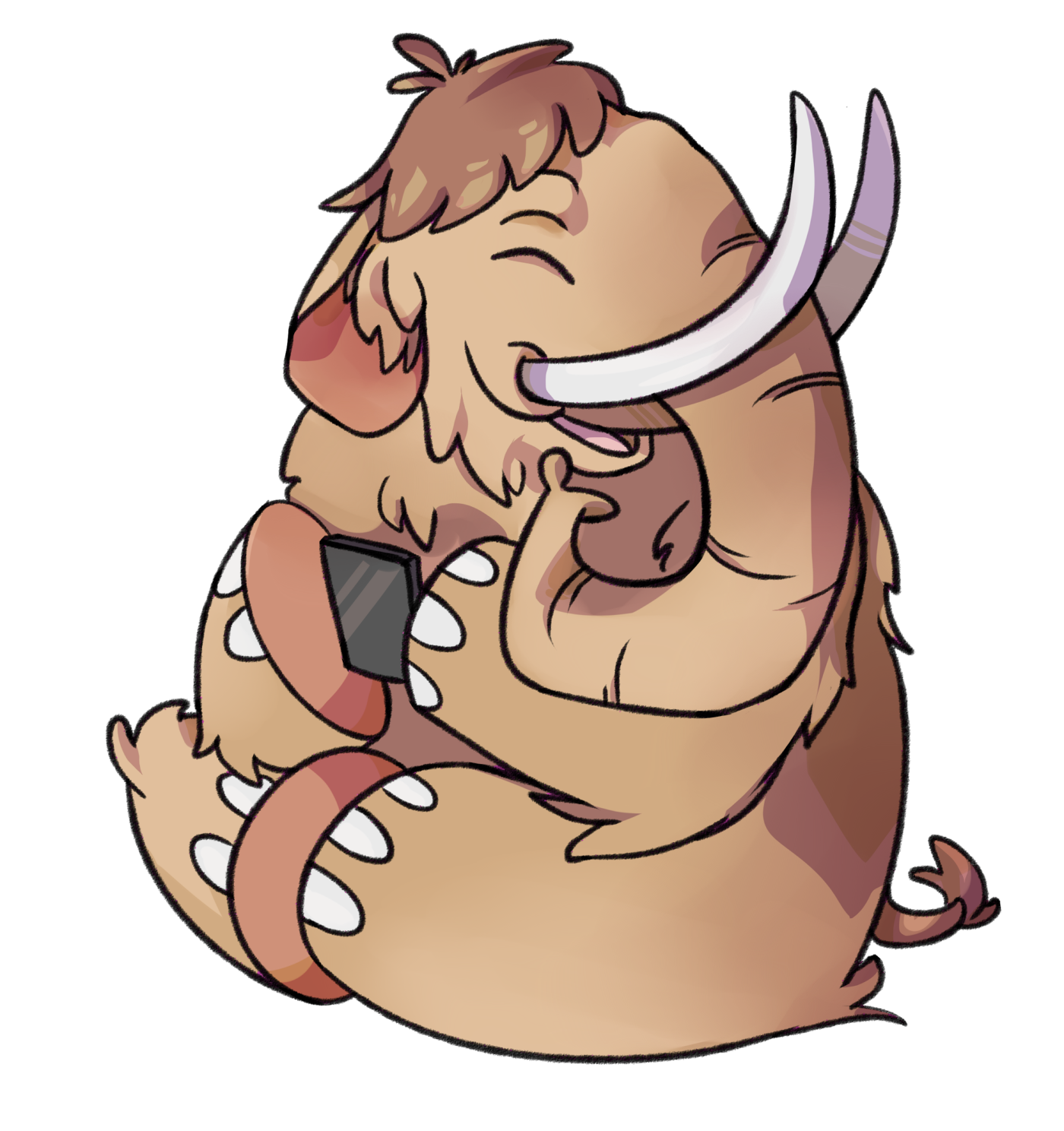
Mascota de Mastodon portant un telèfon mòbil en la seva pota.

Mastodon és un servei de xarxa social lliure i descentralitzada de microblogging, similar a Twitter, creat l'octubre de 2016 sota el domini principal mastodon.social.

## Característiques
Es diferencia de Twitter per tractar-se d'una federació descentralitzada de servidors que utilitzen programari de codi obert (llicència Affero General Public License), i el seu codi i documentació està disponible en el repositori github. Significa que els usuaris estan escampats en diferents comunitats autònomes i independents anomenades instàncies (servidors) la xarxa dels quals s'anomena fedivers (joc de paraules entre federació i univers), però, així i tot unificats per mitjà de la possibilitat d'interactuar entre si.
Segons Le Monde, a principis d'abril de 2017 existien 50 instàncies intercomunicades i van anar augmentant a centenars.
El seu ús és gratuït, els usuaris publiquen estats o toots de fins a 500 caràcters o contingut multimèdia; també inclou l'ús d'etiquetes i esments a altres usuaris.
Cal assenyalar que a les instàncies pot accedir-hi el públic en general o de forma limitada segons criteris particulars. Així, s'han creat instàncies per afinitats peculiars com artistes, aficionats a la política, esdeveniments socials o temes específics.

### Administració
En ser autònomes, cada instància és gestionada per administradors, generalment els creadors, que són els que decideixen les polítiques d'ús, la gestió de recursos, els comptes permesos, i quins comptes es mostren en l'historial federat. A més, regulen les interaccions amb altres instàncies, principalment a causa dels conflictes culturals que comporta la llibertat d'expressió.
Es considera que l'existència de múltiples instàncies permet comunitats més petites que són més fàcils de moderar que una única gran comunitat.
Per regla general, les instàncies prohibeixen contingut ofensiu, relacionat amb el racisme, la xenofòbia o l'homofòbia, així com publicitat o spam.

### Compte d'usuari i estats
Un usuari tria d'una llista d'instància des de la qual crear el seu compte. La identificació és similar al correu electrònic: àlies +@ +instància. Per exemple: Gargron@mastodon.social (el compte del fundador) serveix per comunicar-se des de qualsevol instància. En canvi, dins de la mateixa instància, és suficient usar @Gargron. I en el client web l'URL es referència instància/@usuari -segons l'exemple- com mastodon.social/@Gargron.
L'usuari pot establir si permet ser seguit públicament o previ el consentiment. A més, es pot blocar els contactes perquè les publicacions no es mostrin, excepte les republicacions d'altres usuaris i els esments.
Per relacionar-se es fa servir el terme local per als usuaris registrats en la mateixa instància i federada per ser mostrats en tota la xarxa.
Les publicacions són anomenades toots i es conformen de text, contingut multimèdia i esments. Un toot pot ser públic, visible o ocult a l'historial, o privat per als seus seguidors o contactes esmentats. A més, es poden compartir per altres usuaris. Els continguts delicats o etiquetats com a NSFW (no segur per al treball) s'oculten sota un advertiment.

## Aplicacions disponibles
Mastodon està disponible per a navegadors web d'escriptori i mòbils compatibles amb HTML5. Gràficament, està inspirat en TweetDeck, amb columnes separades per a l'historial d'estats locals i federats. L'historial federat agrupa tots els estats públics en el fedivers de forma similar a un agregador de xarxes socials. La interfície és personalitzable.

A la fi de 2016 la comunitat va desenvolupar aplicacions mòbils, Amaroq per a iOS i Tusky per a Android.

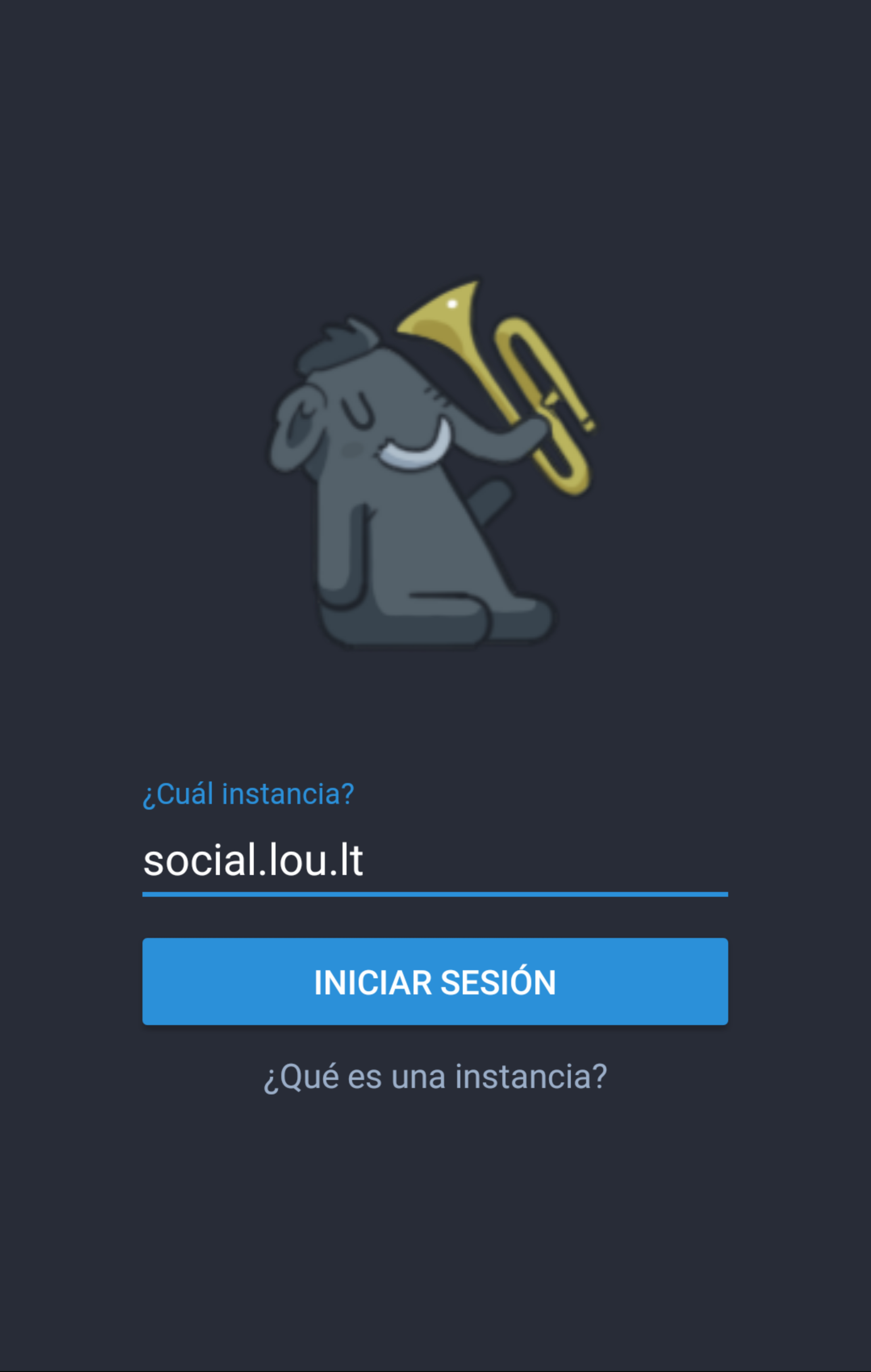
Inici de l'aplicació Tusky, client per Android
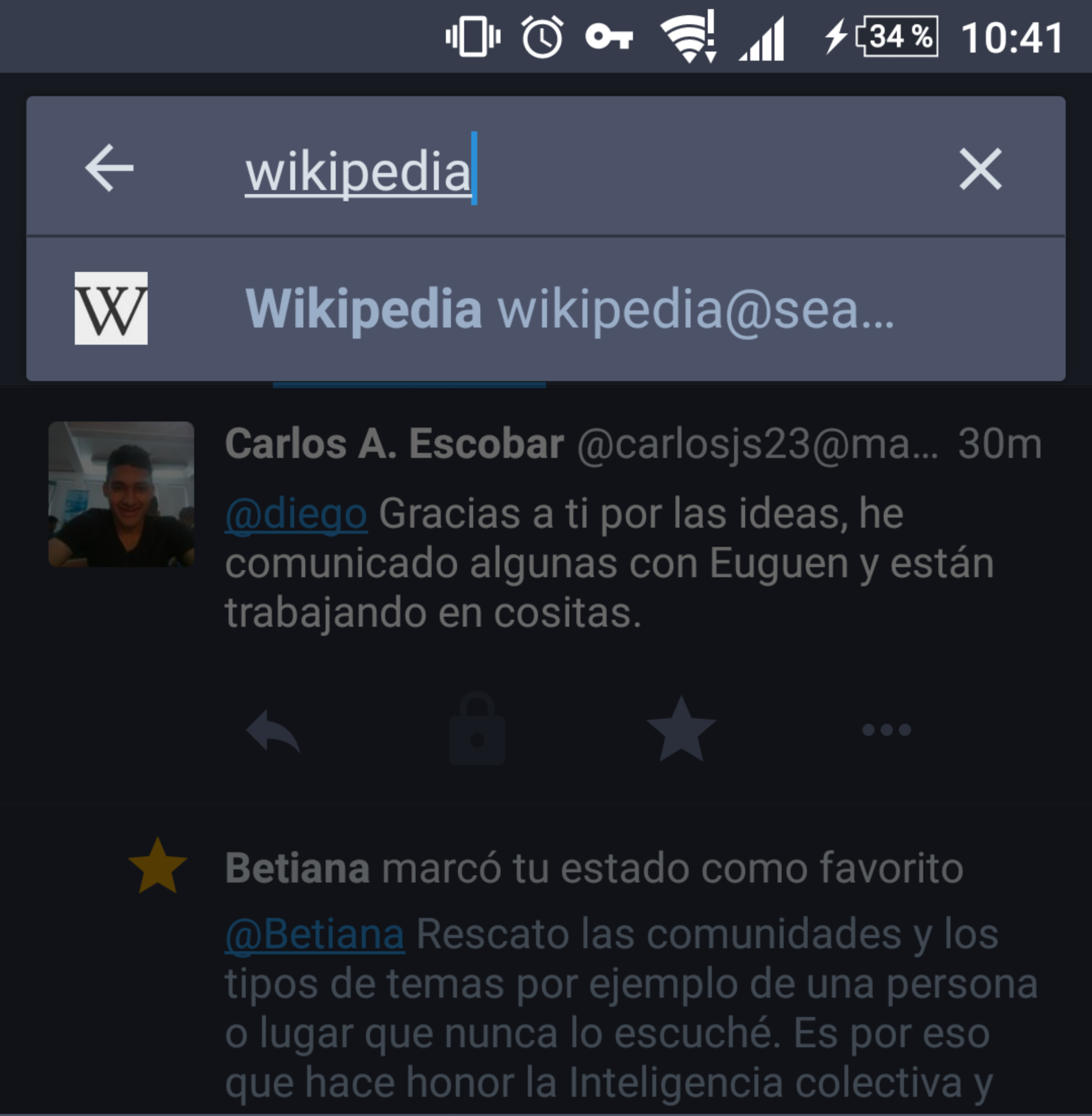
Cercador de contactes
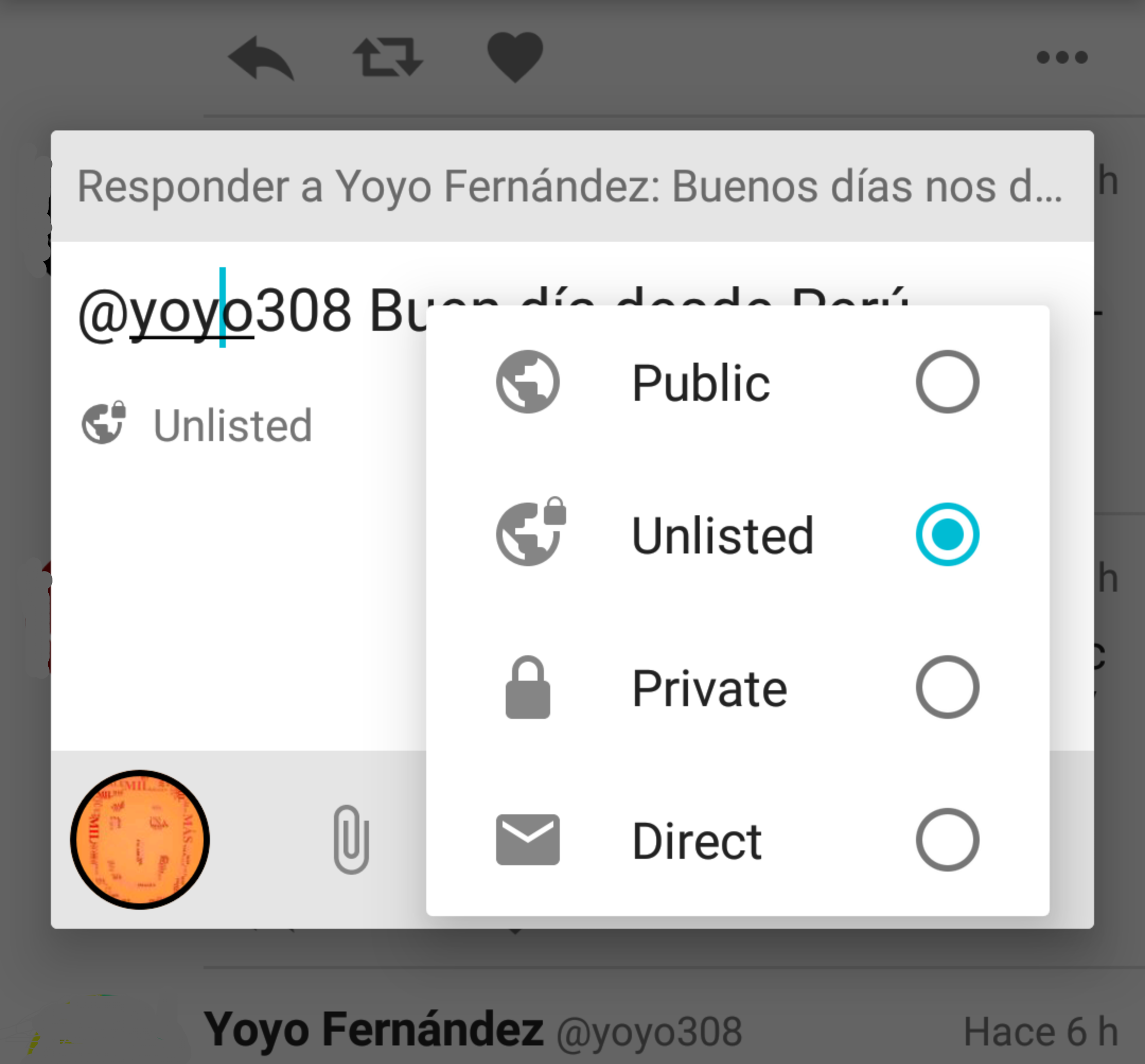
Selector de privadesa en el client Twidere, per Android.
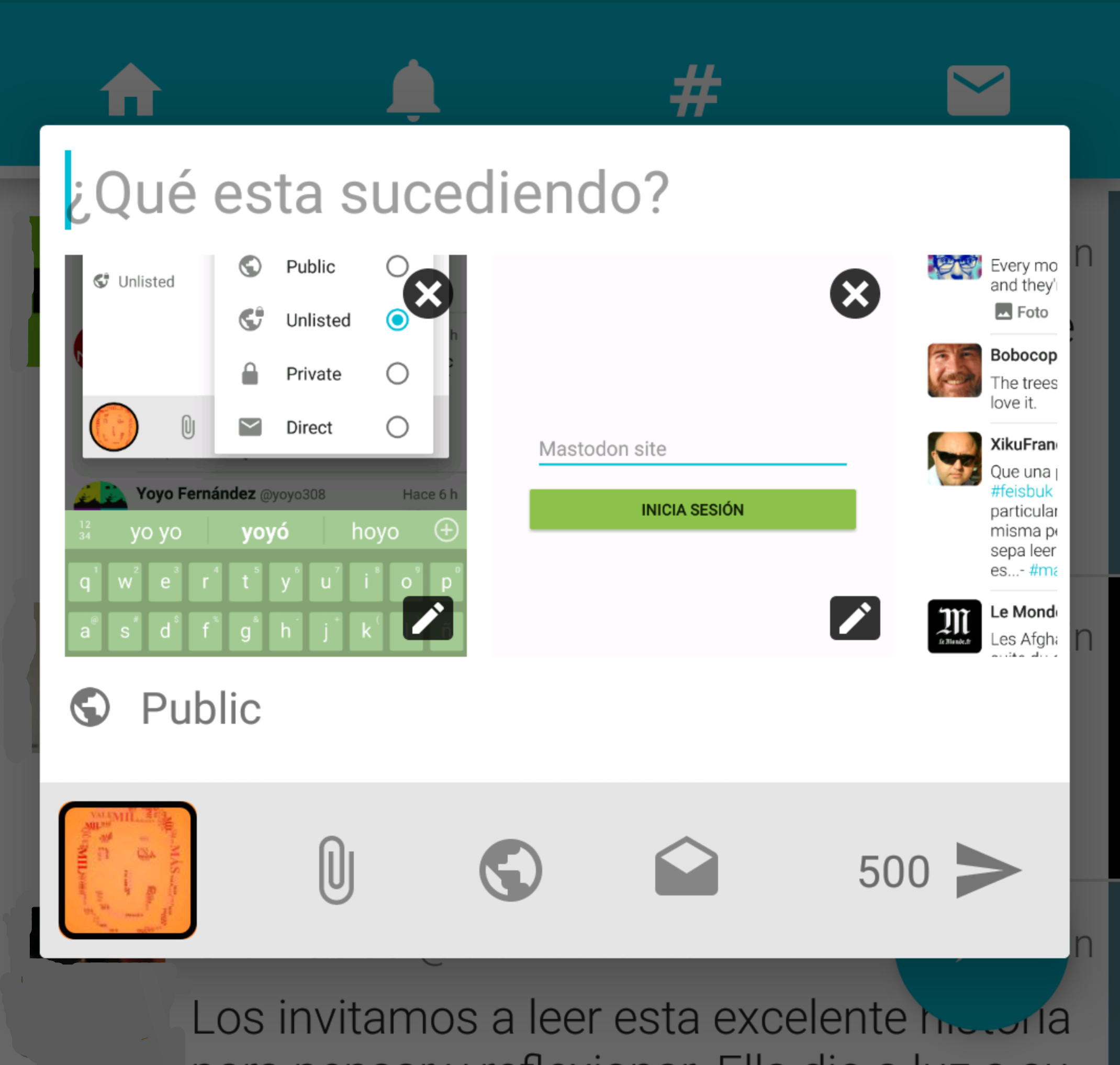
Adjuntat d'imatges en Twidere. El límit establert varia en cada instància.

## Desenvolupament
Mastodon va ser una resposta per buscar una "alternativa viable a Twitter per construir comunitats". En una entrevista al Huffington Post, un dels desenvolupadors va considerar que el creixement d'instàncies redueix la monopolització del servei. La versió estable 1.0 es va llançar el febrer de 2017.

### Informació tècnica
La xarxa social es va desenvolupar a partir de GNU Social, servei compatible i també lliure escrit en Ruby on Rails, React.js i Redux. Pot interactuar-se amb instàncies derivades com Friendica amb algunes limitacions. També funciona amb altres serveis basats en el protocol OStatus com ActivityStreams, WebFinger, PubSubHubbub i Salmon.
Mastodon pot ser instal·lat i executat en qualsevol servidor Linux. Per a això només requereix com a base al llenguatge Ruby amb paquets complementaris com Node.js, PostgreSQL, Redis i ImageMagick. També pot ser desenvolupat i executat en Heroku.
A més de permetre contingut adjunt com a vídeos, gifs i imatges, el servidor implementa interfícies per comunicar-se: un client RESTful amb JSON per als estats o toots en brut, un altre client de streaming per a actualitzacions en temps real i un altre per a les aplicacions mòbils com Tusky. També es fa servir OAuth2 per a autenticació.

## Instàncies dels Països Catalans
Mastodon té les instàncies següents als Països Catalans i/o en català:
| Rang | Nom instància               | Usuaris | Referència                            |
| ---- | --------------------------- | ------- | ------------------------------------- |
| 1    | Mastodont.cat               | 4.538   |                                       |
| 2    | Xarxa.cloud                 | 2.973   |                                       |
| 3    | Kfem.cat                    | 2.154   |                                       |
| 4    | Mastodon.cat                | 700     | Arxivat 2022-11-19 a Wayback Machine. |
| 5    | Soc.catala.digital          | 16      | [ Enllaç no actiu ]                   |
| 6    | Safareig.calbasi.net        | 9       | [ Enllaç no actiu ]                   |
| 7    | Mastodon.economiasocial.org | 5       |                                       |
| 8    | Sabadell.site               | 4       |                                       |
| 9    | Barcelona.social            | s/d     | Arxivat 2022-12-03 a Wayback Machine. |

## Recepció
El 4 d'abril de 2017 la instància principal mastodon.social va créixer fins a 41.000 usuaris. A causa de la saturació, la pàgina web va convidar a registrar-se en altres instàncies. El diari Le Monde va recopilar opinions dels usuaris pel seu ambient amigable en comparació amb Diaspora. D'altra banda, alguns editors van criticar-ne el desenvolupament primerenc, falles en el cercador de contactes i el disseny en les aplicacions mòbils.
El dia 15 del mateix mes, Mastodon va aconseguir 200.000 registrats en el fediverso. Gairebé la meitat d'adoptats van ser d'usuaris japonesos i en especial la instància "Pawoo" administrada per Pixiv, que va ser paraula tendència durant dos dies. El 17 d'abril va aconseguir els 340.000 usuaris amb 600 instàncies connectades. El 6 de maig va aconseguir les 1.700 instàncies.
A pesar que una banda de metall porta el nom de la xarxa social, els integrants s'ho van prendre de forma humorística, relacionant la coincidència com a estratègia de màrqueting.
Aquestes aplicacions són versions externes i millorades de Mastodon. Aquestes són aplicacions millorades que gràcies al codi obert, els usuaris han pogut crear, versions del mateix Mastodon.

#### Android
- Rodent
- Focus
- Tusky
- Subway Tooter
- Fedilab
- tooot
- Trunks
- Moshidon
- Buffer
- ZonePane
- Pachli
- Fread

#### iOS
- Toot!
- Mast <De pagament>
- iMast
- tooot
- Ice Cubes <De pagament>
- Buffer
- Ivory <De pagament>
- Wooly <De pagament>
- DAWN for Mastodon <De pagament>
- Mona <De pagament>
- Radiant <De pagament>
- Trunks
- TootDesk
- Stomp (watchOS) <De pagament>
- feather
- Pipilo <De pagament>
- Bubble
- SoraSNS
- Oxpecker (watch OS) <De pagament>
- Odous (watchOS) <De pagament>

#### Web
- Pinafore
- Buffer
- Fedica
- Litterbox
- Mastodeck
- Elk
- Statuzer
- Phanpy
- Tooty
- Sengi

#### Escriptori
- Tokodon
- The Desk
- Ice Cubes <De pagament>
- Sengi
- Tuba
- TootRain
- Ivory <De pagament>
- Mastonaut
- Bitlbee-Mastodon
- Mona <De pagament>
- Fedistar
- Downstodon
- Mast <De pagament>
- Whalebird

#### Informàtica retro
- Amidon
- DOStodon
- Masto9
- Mastodon 3.11 for Workgroups
- MOStodon
- BREXXTODON
- Macstodon
- Mastodon for Apple II
- Heffalump
- Brutaldon 